# Stigmate di san Francesco (Giotto)
Stigmate di san Francesco è un dipinto a tempera e oro su tavola (313x163 cm) di Giotto, eseguito per la chiesa di San Francesco di Pisa . È firmato "Opus Jocti Florentini".

Il dipinto è conservato al Louvre, dove è giunto a seguito delle spoliazioni napoleoniche in Italia.

## Storia
Giorgio Vasari cita l'opera nelle Vite come presente nella chiesa pisana, in particolare in una cappella del transetto. Sebbene non esente da polemiche, oggi l'attribuzione del dipinto al grande maestro toscano è generalmente accettata, anche perché firmata, con una datazione che generalmente oscilla tra poco prima o poco dopo gli affreschi delle Storie di san Francesco di Assisi, ovvero tra il 1295 e il 1300. Oggi si ritiene soprattutto opera dell'inizio del secolo, commissionata dai Francescani di Pisa subito dopo lo svelamento del ciclo di Assisi, del quale ripropone alcune scene salienti.
Entrò al Louvre (inv. 309) nel 1813, durante l'occupazione napoleonica, assieme alla Maestà di Cimabue, pure quest'ultima proveniente da San Francesco a Pisa come oggetto delle spoliazioni napoleoniche. Se ne occupò Jean Baptiste Henraux, su interessamento dell'allora direttore del Museo Napoleone, Dominique Vivant Denon, particolarmente appassionato di pittura "primitiva" italiana. Dal 1814 fu esposta al Louvre. Dopo le restituzioni di opere d'arte, la grande tavola fece parte di quei circa 100 dipinti che rimasero in Francia.
La critica l'assegnò a lungo a maestranze di bottega, forse per via delle condizioni conservative non eccellenti, ma tale ipotesi è oggi pressoché scartata in favore di una piena autografia (Carlo Volpe, 1983, Luciano Bellosi, 1985), di qualità molto alta.

## Descrizione
La tavola cuspidata con fondo oro mostra nella scena principale san Francesco che riceve le stimmate durante la preghiera sul Monte Alverno, da Cristo volante che gli appare in forma di serafino, con le ferite che emettono raggi di luce che vanno a colpire le rispettive zone del corpo di Francesco. Spicca per monumentalità la figura del santo, con un inserimento nello spazio ben calibrato anche in profondità, come le figure del Polittico di Badia.
La scelta di rappresentare un momento di azione come soggetto principale, per quanto si tratti di un episodio centrale nella vita del santo, era una novità rispetto alla tradizione di derivazione bizantina che voleva figure ieratiche e frontali al centro dei dipinti (si vedano le opere di Bonaventura Berlinghieri o del maestro del San Francesco Bardi).
Lo sfondo mostra gli sforzi di collocare realisticamente la scena nello spazio, sebbene vi si ritrovino alcune convenzioni bizantine, come le montagne scheggiate e gli elementi paesaggistici rimpiccioliti. Nelle cappelle del monte si notano i tentativi di costruire gli edifici in prospettiva. Il forte chiaroscuro sul volto di Francesco dona intensità espressiva e ne modella il volume.
Agli angoli destro e sinistro appare lo stemma della famiglia Ughi o Cinquini.

### La predella
La predella mostra tre scene della vita del santo, generalmente attribuite alla mano del maestro, che sono in stretta relazione compositiva con gli affreschi di Assisi:
- Sogno di Innocenzo III
- Approvazione della Regola francescana
- San Francesco predica agli uccelli

La scena del Sogno mostra il crollo del Laterano ancora più eloquente che nell'affresco della Basilica superiore: la chiesa, oltre che inclinata, presenta una colonna già spezzata. Anche la figura di san Pietro che indica al papa dormiente la visione è un'innovazione. La Conferma della Regola è invece molto fedele al modello assisisate, ambientata in una stanza del tutto analoga, con gli archetti e le mensole disposte in prospettiva. La Predica agli uccelli spicca poi per semplicità e astrazione, grazie allo sfondo dorato privo di notazioni; a differenza dell'affresco di Assisi, molto danneggiato, si possono qui apprezzare la varietà e la vivacità descrittiva nella rappresentazione degli uccelli, appartenenti alle specie più varie.
In generale lo stile di queste scene mostra, rispetto agli affreschi assisiati, una maggiore eleganza gotica, data dall'assottigliamento delle figure, in rapporto diretto con le ultime tre storie del ciclo francescano e punto di partenza per artisti giotteschi come il Maestro della Santa Cecilia.
Predella